# Michael Hutter (Ökonom)
Michael Hutter (* 30. Mai 1948 in München) ist ein deutscher Ökonom und Soziologe. Er ist seit Anfang 2015 emeritiert. Er hatte eine Forschungsprofessur zu „Kultur, Wissen und Innovation“ am Institut für Soziologie der Technischen Universität Berlin und leitete seit März 2008 die Forschungsabteilung „Kulturelle Quellen von Neuheit“ am Wissenschaftszentrum Berlin für Sozialforschung (WZB). Zuvor hatte er viele Jahre den Lehrstuhl für Theorie der Wirtschaft und ihrer Umwelt an der privaten Universität Witten/Herdecke inne.

## Leben
Michael Hutter begann seine universitäre Ausbildung mit einem Studium der Mathematik an der LMU München und,  mit B.A.-Abschluss, an der Portland State University, in Portland, USA. Nach einem Master  in  Economics an der University of Washington in Seattle, USA, schrieb er seine Dissertation an der LMU München zum Thema „Die Gestaltung von Property Rights als Mittel gesellschaftlich-wirtschaftlicher Allokation“. Die Arbeit, betreut von Knut Borchardt, wurde mit dem Promotionspreis der Bayerischen Akademie der Wissenschaften ausgezeichnet. Im gleichen Jahr erhielt er den Kurt Magnus Preis der ARD für Nachwuchsjournalisten. Parallel zur wissenschaftlichen Laufbahn war Michael Hutter viele Jahre als Musikjournalist für den Bayerischen Rundfunk tätig und entwickelte dort das Format des „Zündfunk“ maßgeblich weiter.
Nach einem weiteren Lehr- und Forschungsjahr am Claremont Mc Kenna College, Claremont, USA, verfasste Michael Hutter seine Habilitationsschrift  zum Thema „Die Produktion von Recht. Eine selbstreferentielle Theorie der Wirtschaft und der Fall des Arzneimittelpatentrechts“, wofür ihn Aufenthalte zur vergleichenden Forschung nach New York und Florenz führten. Die Auseinandersetzung mit der Kunst und Kultur im  Florenz der Renaissance bildete den Ausgangspunkt für seine sich stetig intensivierenden  Forschungen zu den Wechselwirkungen der Entwicklungsprozesse in Kunst, Kultur und Wirtschaft.
1987 wurde er auf den Lehrstuhl für Theorie der Wirtschaft und ihrer Umwelt an der privaten Universität Witten/Herdecke berufen. Er gestaltete als Dekan der Wirtschaftsfakultät sowie als Mitglied der Geschäftsführung die Entwicklung der Universität über acht Jahre mit.
Weitere Forschungsaufenthalte führten ihn an die Universität Catania (1995), die Universität Innsbruck (1995), die University of California, Berkeley (2001), das Rockefeller Foundation Study Center in Bellagio (2002) und das Getty Research Institute in Los Angeles (2003–2004, 2007).
Von 2008 bis 2014 leitete er die Forschungsabteilung „Kulturelle Quellen von Neuheit“ am Wissenschaftszentrum Berlin für Sozialforschung. Außerdem hatte er eine Professur für Innovation und Wissen am Institut für Soziologie der TU Berlin. Seit 2015 ist er Professor Emeritus am WZB.

## Wirken
Michael Hutter wandte sich schon früh der Systemtheorie Niklas Luhmanns zu und entwickelte sie für den volkswirtschaftlichen Kontext weiter. Er verfolgte damit bewusst einen alternativen Weg zur stark mathematisch ausgerichteten, an Kommunikationsprozessen wenig interessierten Ökonomik. Kennzeichnend für sein Werk sind Grenzüberschreitungen zu anderen Fachgebieten (Recht, Soziologie und Kunstgeschichte). Seine Beiträge zur Geschichte der Wirtschaftswissenschaft im 19. Jahrhundert und zur Geschichte des Geldmediums finden nach wie vor Beachtung. Am stärksten ist sein Einfluss im Bereich der Kunst- und Kulturökonomik. Mit seinen historisch angelegten Studien zur wechselseitigen Beeinflussung von künstlerischen und wirtschaftlichen Prozessen hat er methodisch Neuland betreten. Die Forschungsprojekte seiner Abteilung erweiterten diese Ansätze zu einem neuen Typus von Innovationsforschung. Seit seiner Emeritierung beschäftigt sich Hutter mit allgemeineren soziologischen Fragestellungen, insbesondere mit Praktiken und Prozessen der Wertentstehung (Valorisierung und Devalorisierung), nicht nur in der Wirtschaft, sondern auch in der Kunst, der Politik und der Wissenschaft.
Michael Hutter war Mitglied der Expertenkommission Kunst der Landesregierung Nordrhein-Westfalen 1998–2001, und Mitglied des "Committee to Study Global Networks and Local Values" im National Research Council, USA. Von 1994 bis 1996 war er Präsident der Association for Cultural Economics. Er war Kurator der Akademie Schloss Solitude und Vorsitzender des Ausschusses für evolutorische Ökonomik im Verein für Sozialpolitik. Er war Mitherausgeber der Zeitschrift „Soziale Systeme. Zeitschrift für soziologische Theorie“ und Mitglied des Editorial Board sowie Book Editor des „Journal of Cultural Economics“.

## Schriften (Auswahl)
- Neue Medienökonomik (= UTB. 2825). Wilhelm Fink, München u. a. 2006, ISBN 3-7705-4339-4.
- als Herausgeber mit David Throsby: Beyond Price. Value in Culture, Economics, and the Arts. Cambridge University Press, New York NY 2008, ISBN 978-0-521-86223-3.
- Wertwechselstrom. Texte zu Kunst und Wirtschaft (= Fundus-Bücher. 183). Philo Fine Arts, Hamburg 2010, ISBN 978-3-86572-582-0.
- Ernste Spiele. Geschichten vom Aufstieg des ästhetischen Kapitalismus. Fink, Paderborn 2015, ISBN 978-3-7705-5749-3.
- The Rise of the Joyful Economy. Artistic Invention and Economic Growth from Brunelleschi to Murakami. Routledge, London u. a. 2015, ISBN 978-1-138-79528-0.
- Anstößige Bilder. Gesellschaftskampfspiele um den documenta-fifteen-Skandal. Carl-Auer, Heidelberg 2025, ISBN 978-3-8497-0587-9